# Conostegia subcrustulata
Conostegia subcrustulata är en tvåhjärtbladig växtart som först beskrevs av Pehr Johan Beurling, och fick sitt nu gällande namn av José Jéronimo Triana. Conostegia subcrustulata ingår i släktet Conostegia och familjen Melastomataceae. Inga underarter finns listade i Catalogue of Life.

## Bildgalleri

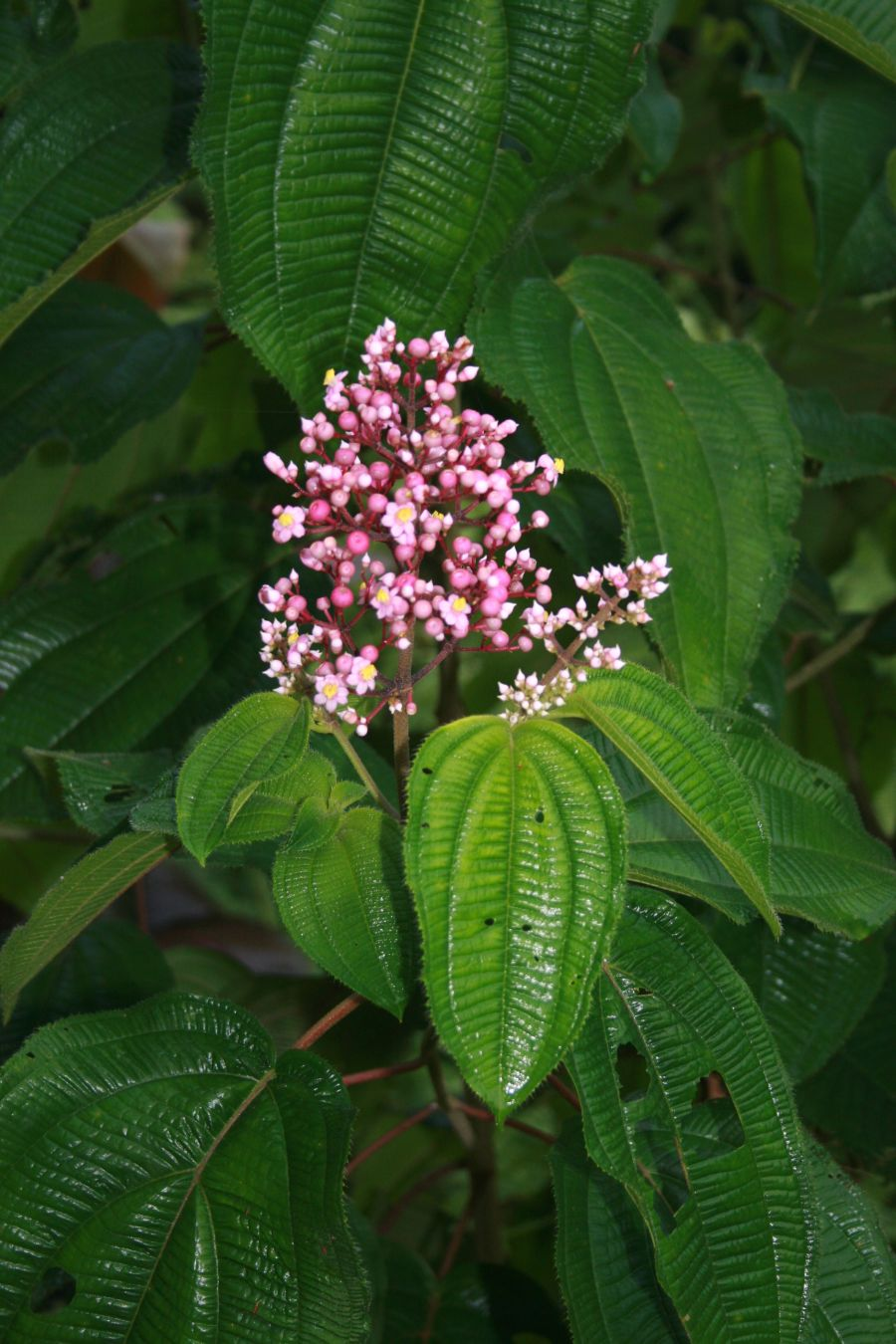